# ワジディ・ムアワッド
ワジディ・ムアワッド（Wajdi Mouawad、1968年10月16日 - ）はレバノン出身の劇作家・演出家・俳優。
ベイルートに生まれ、8歳で家族とともにフランスに亡命。その後、滞在許可証の更新が拒否されたため、83年にカナダのケベック州に移住。91年、カナダ国立演劇学校を卒業後、劇団「テアトル・オ・パルルール」を創立。2016年、コリーヌ国立劇場（パリ、フランス）芸術監督に就任。

## 略歴
- 1998年、『トイレにこもったウィリー・プロタゴラス』でケベック演劇批評家連盟最優秀作品賞を受賞。

- 2000年、 カナダ総督文学賞（演劇部門）を受賞。

- 2000年から2004年、モントリオール「三文劇場Théâtre de Quat'Sous」のディレクターをつとめる。この時期、セルバンテス『ドン・キホーテ』、アーヴィン・ウェルシュ『トレインスポッティング』など様々な小説の翻案を上演。

- 2002年、フランス芸術文化勲章シュヴァリエを受勲。

- 2005年、モントリオールに劇団「アベ・カレ・セ・カレ」、フランスに劇団「オ・カレ・ド・リポテニューズ」を創立。

同年、「劇作審査委員会」を設置しない劇場に対する抗議として、『沿岸』に対するモリエール賞最優秀フランス語圏劇作家賞授与を拒否。
- 2007年、ロベール・ルパージュやドゥニ・マルローの後をうけてオタワの「カナダ国立芸術センター・フランス語劇場」の芸術監督に就任。同時に2010年までシャンベリー・サヴォワ国立舞台「エスパス・マルロー」（フランス）の提携アーティストともなっている。

- 2009年　アヴィニョン演劇祭の提携アーティストとして四部作を上演。「アカデミー・フランセーズ演劇大賞」を受賞（ムアワッドの演劇作品全体に対して）。カナダ勲章オフィサーを受章。

## 主な作・演出作品
- 1997年　『沿岸（邦題：頼むから静かに死んでくれ）』（『約束の血』四部作第一部、1999年のアヴィニョン演劇祭で再演、2018年２月に東京、３月に兵庫で世田谷パブリックシアターが『岸　リトラル』として上演）
- 1998年　『トイレにこもったウィリー・プロタゴラス』
- 2000年　『夢』
- 2003年　『火事』（『約束の血』四部作第二部、2009年10月に東京でピープルシアターが『焼け焦げるたましい』として上演、2010年にカナダで『灼熱の魂』として映画化、2017年3月に東京で世田谷パブリックシアターが『炎　アンサンディ』として上演）
- 2006年　『森』（『約束の血』四部作第三部、シャンベリー、2021年７月に東京・名古屋、８月に兵庫で世田谷パブリックシアターが『森　フォレ』として上演）
- 2008年　『一人（邦題：火傷するほど独り）』（アヴィニョン演劇祭）
- 2009年　『空』（四部作完結編、アヴィニョン演劇祭）

## 主な演出作品
シェイクスピア『マクベス』、ソフォクレス『オイディプス王』、エウリピデス『トロイアの女』、ヴェーデキント『ルル』、ルイジ・ピランデルロ『作者を探す六人の登場人物』、チェーホフ『三人姉妹』など。

## 著書
- 『沿岸：頼むから静かに死んでくれ』山田ひろ美訳、「コレクション現代フランス語圏演劇」れんが書房新社、2010
- 『アニマ』大島ゆい訳、河出書房新社、2021
- 『灼熱の魂』大林薫訳、新潮文庫、2025